# Guy Ecker
Guy Frederick Ecker, né le 9 février 1959 à São Paulo, est un acteur brésilien-américain qui joue à la télévision mexicaine, notamment dans les telenovelas de Televisa. Il est célèbre pour ses rôles dans les telenovelas, généralement en tant que protagoniste. Il a participé à quelques petites productions hollywoodiennes, dont Malevolent, dans le rôle du détective corrompu Al Voss. Il est également apparu dans le film Only The Brave, dans le rôle du soldat américain Robert King.

## Filmographie

### Télévision

#### Telenovelas
- 1994 : Café con aroma de mujer (RCN) : Sebastián Vallejo
- 1996 : Guajira (RCN) : Helmut Heidenberg
- 1998 : La mentira (Televisa) : Demetrio Asunzolo
- 2001-2002 : Salomé (Televisa) : Julio Montesino
- 2006 : Heridas de amor (Televisa) : Alejandro Luque Buenaventura
- 2010-2011 : Eva Luna (Venevisión) : Daniel Villanueva
- 2012-2013 : Rosario (telenovela) (Venevision) : Alejandro Montalban
- 2013-2014 : Por siempre mi amor (Televisa) : Arturo de la Riva
- 2018 : Le Détenu (El Recluso) : John Morris

#### Série télévisée
- 2003-2005 : Las Vegas (NBC) : Luis Perez

### Webnovela
- 2009 : Vidas cruzadas

### Cinéma
- 1985 : Blood Money
- 1986 : 'Streets of Death
- 1986 : The devil Wears White
- 1989 : Night Terror Movie : Rick
- 1993 : La otra raya del tigre
- 2006 : L'Honneur des guerriers (Only the Brave)
- 2007 : Artemio Arteaga y la santa hermandad